# Glynn Saulters
Grady Glynn Saulters Jr. (Minden, 10 februari 1945) is een voormalig Amerikaans basketballer. Hij won met het Amerikaans basketbalteam de gouden medaille op de Olympische Zomerspelen 1968.
Saulters speelde voor het team van de Northeast Louisiana University. In 1968 speelde hij een seizoen voor de New Orleans Buccaneers in de American Basketball Association. Tijdens de Olympische Spelen speelde hij 8 wedstrijden, inclusief de finale tegen Joegoslavië. Gedurende deze wedstrijden scoorde hij 42 punten.
4 John Clawson · 
5 Ken Spain · 
6 Jo Jo White · 
7 Mike Barrett · 
8 Spencer Haywood · 
9 Charlie Scott · 
10 Bill Hosket · 
11 Calvin Fowler · 
12 Mike Silliman · 
13 Glynn Saulters · 
14 Jim King · 
15 Don Dee · 
Coach Hank Iba